# Shinnecock Hills Golf Club
Shinnecock Hills Golf Club est un club de golf de style links dans le nord-est des États-Unis, situé dans la ville de Southampton sur Long Island, État de New York, à l'est de New York.
Shinnecock Hills revendique être le plus ancien club de golf organisé aux États-Unis (1891), avoir le plus vieux clubhouse des États-Unis (1892) et avoir été le premier à admettre des femmes, ce qu'il a fait dès le début. Il accueille son cinquième U.S. Open en 2018, et hébergera son sixième en 2026. Il a été ajouté au Répertoire national des lieux patrimoniaux en 2000.

## Histoire
Les origines du club remontent à un voyage en 1889-90 de William K. Vanderbilt, Edward Meade et Duncan Cryder, à Biarritz, dans le sud de la France, où ils ont rencontré Willie Dunn, d'Écosse, qui construisait un terrain de golf au centre de villégiature..
De retour aux États-Unis, Meade et Cryder ont cherché un endroit approprié pour un terrain de golf près de New York. Meade, connu pour son commerce ventes de meubles antiques de style cowboy, était convaincu que le nord de l'État de New York serait l'emplacement idéal, mais Cryder préférait une parcelle de terre à Yonkers. En fin de compte, ils ont choisi les collines de sable adjacentes au chemin de fer de Long Island, juste à l'est du canal Shinnecock. La parcelle de 80 acres (32 ha) a été achetée pour 2 500 $ et 44 membres originaux ont signé pour 100 $ chacun.
Willie Davis du Royal Montreal Club a conçu un parcours de 12 trous qui a ouvert ses portes à la fin de l'été 1891. Les membres de la nation indienne de Shinnecock auraient aidé à construire le parcours (qui se trouve sur des terres qu'ils revendiquent et qui fait l'objet d'un litige). Stanford White a conçu le clubhouse de 1892, considéré comme le plus ancien clubhouse des Etats-Unis. Un parcours de neuf trous pour dames seulement a été conçu et construit à Shinnecock Hills en 1893.
En 1894, Dunn est arrivé et a ajouté six autres trous, portant le total à 18. La même année, Dunn a remporté une tentative informelle d'établir un championnat national à Newport, Rhode Island. L'année suivante, Shinnecock était l'un des cinq clubs fondateurs de la United States Golf Association, qui a tenu le premier U.S. Open en 1895 à Newport, Rhode Island.
En 1896, Shinnecock a accueilli le deuxième U.S. Open, et sa longueur était bien inférieure à 5 000 yards (4 570 m). De nombreux joueurs ont franchi la barre des 80 dans l'épreuve des 36 trous, ce qui a donné lieu à des demandes d'augmentation de la difficulté du parcours. Le joueur noir John Shippen a participé à l'Omnium de 1896.
Le populaire parcours pour dames a été abandonné en 1901 pour permettre à Charles B. Macdonald et Seth Raynor d'allonger le parcours principal et de le redessiner, en conservant cinq des trous originaux de Dunn.
William Flynn a redessiné le parcours en 1937 en une configuration de 6 740 yards (6 163 m). La conception de Flynn conserve cinq des trous de Macdonald et Raynor et le vert d'un sixième trou. Avant l'U.S. Open 2004, le parcours a été étendu à une longueur de 6 996 yards (6 397 m) par l'ajout de tees supplémentaires.

## Distinctions
Shinnecock Hills a été classé deuxième dans le classement des 100 meilleurs parcours de Golf Digest pour 2007, 2008 et troisième en 2009.